# Jordi Crisococces
Georgius Chrysococces o Jordi Crisococces (en grec antic Γεώργιος ό Χρυσοκόκκης) va ser un físic grec del segle xiv que va escriure uns valuosos llibres sobre astronomia i matemàtiques. Es creu que era l'amic de Teodor Gaza amb el que va treballar a la biblioteca del Vaticà, i on va salvar valuosos manuscrits grecs.
Les seves obres principals són: 
- Ἐξήγησις εἰς τὴν σύνταξιν τῶν Περσῶν ἐν κεφαλαίοις μή, σὺν τοῖς Ἀστρονομικοῖσδιαγράμμασικαὶ Γεωγραφικοῖς πίναξιν (Expositio in Constructionem Persarum per Capita 47, cum Astronomicis Designationibus, et Geographicis Tabulis). Manuscrit a la Biblioteca Ambrosiana. Sembla que és el mateix que a la Biblioteca Nacional de França porta el títol de Γεωργίου τοῦ Χρυσοκόκκη τοῦ ἰατροῦ Ἀστρονομικά.
- Γεωργίον ἰατροῦ τοῦ Χρυσοκόκκη περὶ τῆς εὑρήσεως τῆς ἡμέρας τῆς ἁπλῶς συξυγίας ἡλίου καὶ σελήυης, (De inveniendis Syzygiis Lunae solaribus per singulos Anni Menses), també a la Biblioteca Nacional de França.
- Quomodo construendum sit Horoscopium, aut Astrolabium, a la Biblioteca Nacional d'Espanya.
- Ἔκδοσις εἰς τὸ ᾿ιουδαïκον Ἐξαπτέρυγον, (Editio et Expositio Syntagmatis Canonum Astronomicorum Judaicorum), obra atribuïda.

Va deixar també una versió manuscrita de l'Odissea d'Homer, on diu que la va escriure l'any 6844 de la creació del món (1336). És dubtós que hagi escrit una Història de l'Imperi Romà d'Orient, encara que Fabricius en transcrigui un fragment que li atribueix, on es narra l'assassinat del soldà Murat I l'any 1389.